# Nadškofija Beograd
Nadškofija Beograd oziroma Beograjska nadškofija (latinsko Archidiœcesis Belogradensis; srbohrvaško Beogradska nadbiskupija; madžarsko Belgrádi főegyházmegye) je rimskokatoliška nadškofija in metropolija s sedežem v Beogradu.

## Ozemlje

### Osnovni podatki
Beograjska nadškofija zavzema prostor 50.000 km². Leta 2017 je na tem območju živelo 5.500.000 prebivalcev, od katerih je bilo katoličanov raznih narodnosti - med katerimi je največ Slovencev in Hrvatov - približno 50.000, kar bi znašalo 0,9% vsega prebivalstva, ki pa po večini pripada krščanski Srbski pravoslavni Cerkvi. V dveh dekanijah: belograjski in niški, je 17 župnij.

### Sosednje škofije
- Vrhbosenska (Sarajevska) nadškofija (jugozahodno)
- Škofija Srem (severozahodno)
- Škofija Zrenjanin (Bečkerek) (severno)
- Škofija Temišvar (severovzhodno)
- Nadškofija Bukarešta (vzhodno)
- Škofija Nikopol (jugovzhodno)
- Nadškofija Sofija-Plovdiv (jugovzhodno)
- Škofija Skopje (južno)
- Apostolska uprava Kosovo (južno)

## Zgodovina
Zgodovina krščanstva na področju sedanje Beograjske nadškofije sega v čase Rimskega cesarstva, ko se je imenovalo kraj na mestu današnjega Beograda Singidunum. Za časa bolgarske vladavine se prvič omenja kot Beli grad, a za čas Ogrskega kraljestva nosi podobno ime, samo v ogrskem jeziku, Nándorfehérvár tj. Nandorjev Beli grad. Okoli pol tisočletja je včinoma bil pod oblastjo Osmanov, tudi po končani avstrijsko-turški vojni, ko se je Avstrijsko cesarstvo približalo Turškemu vse do reke Donave. Iz tistih časov izhaja zemljevid, na katerem so natančno označeni kraji severno in južno od te reke.

### Jugoslovanskoobdobje
Edina cerkvena stavba, ki so jo imeli katoličani Kneževine in Kraljevine Srbije v Beogradu na razpolago, je bila kapelica Svetega Ladislava v sklopu avstroogrskega veleposlaništva. To stanje je postajalo nevzdržno, ko je ob prelomu stoletja naraščalo pebivalstvo v deželi in so se doseljevali v vedno večjem številu tudi katoličani, ki pa pravzaprav niso imeli nobenih pravic. Zato je že od začetka svojega apostolskega upraviteljstva škof Strossmayer odločno poudarjal, da je teba urediti pravni položaj katoličanov v pravoslavnem morju s pravičnim in dogovorjenim konkordatom.
Z namenom, da bi končno uredili odnose med Katoliško Cerkvijo in Kraljevino Srbijo, je bil podpisan uradni konkordat s Svetim sedežem 24. junija 1914. 
V 2. členu konkordata iz 1914 glede novih škofij piše dobesedno tole:
| Srbsko besedilo | Slovenski prevod |
| --- | --- |
| У Краљевини Србији оснива се једна црквена покрајина коју чине Архиепископија београдска, са седиштем у престоници, чије подручје обухвата границе Србије пре Лондонског и Букурештанског мировног уговора из 1913. године – и суфраганска епископија скопска, са седиштем у Скопљу који обухвата новоослобођене крајеве – прелазећи из надлежности верске пропаганде у регуларну државу. | V Kraljevini Srbiji ustanavljamo cerkveno pokrajino, ki jo sestavljata: Beograjska nadškofija s sedežem v prestolnici; njeno področje zajema meje Srbije pred Londonsko in Bukareštansko mirovno pogodbo iz leta 1913 – in sufraganska Skopska škofija s sedežem v Skopju; njeno področje zajema novoosvobojene kraje – ki preidejo iz pristojnosti Verske propagande v redno upravo. |

Določilo pravi, da bo ustanovljena v takratni Kraljevini Srbiji nadškofija s sedežem v Beogradu ter sufraganska škofija s sedežem v Skopju. Ker je takrat izbruhnila Prva svetovna vojna, je ostalo le pri sporazumu. Po dolgih diplomatskih pogajanjih je naslednica Kraljevine Srbije - Kraljevina Jugoslavija, ki je nastala 1918 najprej z imenom SHS, začela uresničevati selektivno nekatere točke konkordata in tako je bila: 
- 29. oktobra 1924: razglašena Beograjska nadškofija
- 16. decembra 1986: razglašena Beograjska metropolija

### Naraščanje števila katoličanov
Sem, v Beograd, so prihajali tudi številni uradniki, kakor tudi častniki ter vojaki na služenje vojaškega roka, politiki, umetniki, znanstveniki, izobraženci in razni obrtniki, pa tudi navadni delavci. Katoličani so se priseljevali tudi drugod po Srbiji, zlasti v rudarska središča kot navadni, ali pa tudi visoko usposobljeni delavci - zlasti sredi recesije iz trboveljskih revirjev v rudnike Bor, Zaječar, Aleksinac in dnevnokopni premogovnik Ravna Reka. Zato je število katoličanov naraščalo tako v Srbiji kot v Beogradu. V prestolnici je bilo leta 1921 katoličanov 10.000, 1926 pa čez 16.000. Število katoličanov pa je v Beogradu skokovito naraščalo in tako je bilo glede na Popis prebivalstva 1931 v prestolnici med 288.938 prebivalci rimokatoličanov že nekajkrat več, in sicer kar 56.776; to je bila skoraj petina vseh meščanov.
Po mnenju nekaterih zgodovinarjev je uživala Katoliška Cerkev - podobno kot tudi vse druge priznane verske skupnosti - v Stari Jugoslaviji popolno svobodo delovanja;. 
Načeloma je morda to držalo, vendar je bila praksa drugačna in bolj naklonjena Srbski pravoslavni Cerkvi (SPC); zato drugi zgodovinarji ugotavljajo, da je bila v primeri s SPC Katoliška Cerkev za marikaj prikrajšana in v slabšem položaju, zlasti kar se tiče gmotne podpore - čeprav številčno na državni ravni ni mnogo zaostajala.
Ker je ta neobhodna pomoč - kljub izrečni omembi v konkordatu in mnogim vztrajnim prošnjam - izostajala, je to bistveno in usodno oviralo napredek nove nadškofije. Namerno ali naključno nagajanje se vidi iz tega, da nadškofija ni dobila za novo stolnico in pripadajoča poslopja niti enega veljavnega gradbenega dovoljenja vse obdobje Rodičevega škofovanja, pa tudi ne do dneva dandanašnjega (2024) - sto let po ustanovitvi nadškofije in prihodu njenega nadškofa v prestolnico nove države. Kljub temu moramo priznati, da so se razmere zlasti za časa preudarnega in uravnovešenega Hočevarjevega škofovanja obrnile precej na bolje in da je tako državna kot mestna oblast pomembno podprla več nadškofovih načrtov, zlasti pa ureditev okolice in samega svetišča, ki je bilo izbrano zaradi ugodne lege na Vračarju.

### Prvi nadškof je začel kotBanatskiapostolski upravitelj
Kakšna pa je bila verska slika ob njegovem prihodu? Čeprav so podatki malo poznejši, kažejo približno isto sorazmerje med takratnimi veroizpovedmi, saj je prebivalstvo v mirnodobskem okolju približno enakomerno naraščalo v vseh veroizpovedih. V Banatski upravi so imeli pravoslavni večino: bilo jih je čez tri petine; sledili so jim katoličani s slabima dvema petinama; drugih veroizpovedi je bilo - razen protestantov - komaj za omembo. Če pogledamo natančneje, je bilo katoličanov 206.579, pravoslavcev 332.471, evangeličanov 40.322, judov 4011 in muslimanov 489..
Katoličanov je bilo torej v Banatu več kot tretjina, v celi državi pa skoraj polovica; vendar so oblasti dajale prednost pravoslavnim s finančno podporo zlasti tam, kjer so tvorili večinsko prebivalstvo. Na ta način se je dogajalo, da so kljub precejšnji stopnji verske svobode tudi Rodičevo delovanje rajši ovirale kot podpirale - kar je še bolj prišlo do izraza v Beogradu. Ohranjeno in tukaj objavljeno pismo razodeva, da so obstajale take nepotrebne administrativne ovire že v Bečkereku, kjer je npr. moral novi škof s težkim srcem tik pred najlepšim krščanskim praznikom Božičem odpovedati že začete ljudske misijone. 

### Kotbeograjski nadškofje imel še več težav
V ozadju je bila liberalno-nacionalistična usmeritev beograjskih vlad, začenši od Protićeve pa prek zaporednih Pašićevih, ki se pravzaprav niso potrudile za reševanje perečih narodnostnih, kulturnih in verskih vprašanj v novi državi, ampak so jih včasih še zapletale; usmeritev Stojadinovićeve vlade je bila sicer bolj odprta, vendar je prišla do veljave za Rodića očitno prepozno. Položaj je še bolj zapletalo dejstvo, da so bili v novi državi prebivalci ne le različnih ver, ampak tudi istoverski iz zgodovinsko različnih pravnih ureditev: samo katoličani so v Stari Jugoslaviji izhajali iz šesterih različnih pravnih sistemov (enako pravoslavni), ki jih je nasilno poenotila šele Aleksandrova diktatura. Glede odnosa do verskih vprašanj je bilo vsem tem vladam (razen Stojadinovičevi) skupno, da so se hotele prikupiti pravoslavni večini ter so vzele na piko zlasti katoliško manjšino - saj so imeli v Skupščini Srbi tudi največ zastopnikov. To je povzročalo nepotrebna trenja zlasti med največjima narodoma - med Srbi in Hrvati. Občutku verske in narodnostne zaapostavljenosti se je pridružila še svetovna gospodarska kriza, kar je skupaj vzeto netilo nezadovoljstvo širokih vernih množic ter posredno podžigalo že podedovane in dodane narodnostne napetosti. Plahi poskusi za ureditev odnosov s Katoliško Cerkvijo takoj po Prvi svetovni vojni so se izjalovili že v kali, ker je vladajočim manjkala resna volja za ureditev medsebojnih odnosov s pravičnim konkordatom; s Srbijo je bil sicer sklenjen 1914, ampak po zelo razširjenem - vendar zmotnem mnenju - ni bil nikoli ratificiran.
V resnici pa je ta konkordat bil ne le podpisan, ampak tudi ratificiran; tudi sama ustanovitev beograjske nadškofije je bila predvidena s tem konkordatom, ki ga je Sveti sedež sklenil s Kraljevino Srbijo; v Rimu je bil podpisan 24. junija, narodna skupščina v Nišu pa ga je soglasno potrdila 8. avgusta 1914 - po nekaterih virih že 26. junija. Logično bi torej bilo, da bi nova država Kraljestvo Slovencev, Hrvatov in Srbov - kot zakonita naslednica Kraljevine Srbije - kakor tudi najmočnejša verska skupnost v novi državni tvorbi - Srbska pravoslavna Cerkev - upoštevali in izvajali vse iz njega izhajajoče obveznosti - vendar je oblast to delala selektivno. Mestna oblast tako na primer sploh ni poskrbela v Bečkereku za upraviteljevo stanovanje, podobno ne za nadškofovo v Beogradu. Medtem so pravoslavnim šli na roko celo tako daleč, da so si npr. za vladikov dvorec v Vršcu "sposodili" stebre iz Bečkereške občinske stavbe . Dodelitev primerne lokacije za stolnico v prestolnici je bila prazna obljuba in slepomišenje; denarna podpora za gradnjo cerkva in potrebnih upravnih stavb je ali zamujala ali popolnoma izostajala - vendar so imele redovne beograjske skupnosti pri tem več sreče. Med množicami se je zato širilo mnenje, da konkordata sploh nikoli ni bilo oziroma da ni bil nikoli ratificiran - kar je doseglo vrhunec v Konkordatni krizi, ki je bila tragikomični "začetek konca Jugoslavije". 
Britanski zgodovinar Malcolm (*1956) je o teh balkanskih zdrahah zapisal: "Največja razdiralna sila v jugoslovanski politiki teh let je bil srbski nacionalizem: Srbi so, nahujskani od Pravoslavne cerkve, s hudimi demonstracijami uspeli preprečiti sklepanje "konkordata" med Jugoslavijo in Vatikanom leta 1937." Zato večina zgodovinarjev meni, da je bil spopad okoli konkordata poskus rušenja vladajoče koalicije in predhodnica poznejših usodnih dogodkov.
Take težave so torej pestile prvega banatskega apostolskega upravitelja že od samega začetka v Bečkereku in ga spremljale tudi, ko je postal prvi beograjski nadškof ter ga končno prisilile k odstopu.

#### PlečnikovSvetiAntonše ni zažarel v vsej lepoti
Značilen primer nepripravljenosti za sodelovanje ali celo pripravljenosti za oviranja delovanja Katoliše Cerkve v Srbiji je med drugim tudi Cerkev svetega Antona Padovanskega na Rdečem križu, ki so jo prizadevni bosenski frančiškani iz province Bosne Srebrne začeli graditi po Plečnikovih načrtih že davnega leta , vendar so bili prisiljeni, da so zvonik lahko dokončali šele 1962. Druge nedokončane zamisli največjega slovenskega stavbenika te monumentalne cerkve in verjetno umetniško najbolj dovršene beligrajske sakralne stavbe - pa najbrž ne bodo uresničene niti ob stoletnici blagoslovitve temeljnega kamna, ki jo je opravil 6. oktobra 1929, novo - le v grobem dokončano cerkev pa blagoslovil 8. decembra 1932 - prvi beograjski nadškof Rodić, ki se je prav zaradi pomanjkanja razumevanja in državne podpore pri nujnih novogradnjah moral celo odpovedati vodstvu nadškofije leta 1936.

## Beograjski škofje in nadškofje
Apostolski upravitelj
Josip Juraj Strossmayer (23. september 1851-1897; se odpovedal)
Beograjski škofje
1. Andrej OP (†1322)
2. Biagio Giovanni OFM (8. februar 1432)
3. Stefano Petri (30. april 1438)
4. Tomaž (16. april 1450)
5. Marin Ibrišimović OFMObs (7. oktober 1647 – 21. januar 1650)
6. Matej Benlič OFM (27. februar 1651 – 30. januar 1674)
7. Robert Korlatovič OFM (6. maj 1675 - julij 1675; se odpovedal)
8. Jožef Ignác de Vilt (22. december 1800 – 26. avgust 1806)
9. Štefan Cech (26. september 1814 – 8. januar 1821)
10. Venčeslav Šoić (23. december 1858 – 8. januar 1869)
11. Ivan Pavlešič (4. julij 1871 – 1893)
12. sedisvakanca (1894-1923)

Beograjski nadškofje
- Ivan Rafael Rodić, OFM (29. oktober 1924 – 28. november 1936; se odpovedal)
- Josip Ujčić (28. november 1936 – 24. marec 1964; se odpovedal)
- Gabrijel Bukatko (24. marec 1964 – 4. marec 1980; se odpovedal)
- Alojz Turk (4. marec 1980 – 16. december 1986; se odpovedal)
- Franc Perko (16. december 1986 – 31. marec 2001; se odpovedal)
- Stanislav Hočevar, SDB (31. marec 2001 – 5. november 2022; se odpovedal)
- László Német, SVD (5. november 2022 – sedaj)

### Sufraganski škofiji
- Subotiška škofija
- Zrenjaninska škofija

### Naslovna škofija na ozemlju nadškofije
- Naslovna škofija Naissus (Niš).[20]

## Župnije
- Dekanija Beograd
  - Kristus Kralj na Kronski (Krist Kralj), Beograd
  - Sv. Anton Padovanski na Rdečem križu (Sv. Antun Padovanski na Crvenom krstu), Beograd
  - Sv. Ciril in Metod na Čukarici (Sv. Ćiril i Metod na Čukarici), Beograd
  - Sv. Jožef Delavec na Zeleni Karaburmi (Sv. Josip Radnik na Karaburmi), Beograd
  - Sv. Peter pri Politiki (Sv. Petar kod „Politike“), Beograd
  - Beograjska stolnica Blažene Device Marije na Vračarju (Beogradska katedrala Blažene Djevice Marije na Vračaru), Beograd
  - Sv. Janez Krstnik v Smederevem (Sv. Ivan Krstitelj), Smederevo
  - Sv. Ana v Šabcu (Sv. Ana), Šabac
  - Sv. Družina v Valjevem (Sv. Obitelj), Valjevo
- Dekanija Niš
  - Povišanje sv. Križa v Nišu (Uzvišenje svetoga Križa), Niš [21]
  - Sv. Barbara na Ravni Reki (Sv. Barbara), Ravna Reka
  - Sveti Jožef v Kragujevcu (Sv. Josip), Kragujevac
  - Sv. Jurij v Zaječarju (Sv. Juraj), Zaječar
  - Sv. Ludvik v Boru (Sv. Ljudevit), Bor
  - Sv. Nadangel Mihael v Kraljevem (Sv. Mihael Arkanđel), Kraljevo
  - Sv. Mati Terezija v Aleksincu (Sv. Majka Terezija), Aleksinac
  - Sv. Leopold Mandič v Jagodini (Sv. Leopold Mandić) Jagodina [22]

### Beograjska nadškofija
(latinsko)
- Eubel, Konrad (1923). Hierarchia Catholica Medii Aevi (1503–1592) (v latinščini). Zv. 3. Monasterii Sumptibus et typis librariae.{{navedi knjigo}}:  Vzdrževanje CS1: neprepoznan jezik (povezava)

(angleško)
- Diocese website
- GCatholic.org
- Catholic Hierarchy
- Diocese website

(srbsko)
- Crkva svetog Josipa radnika na Karaburmi AD 2000.flv - YouTube
- Rimokatolička crkva| Grad Beograd (Seznam in naslovi katoliških cerkva in smostanov na beligrajskem področju)

### Katoliška Cerkev v Srbiji in Jugoslaviji
(srbsko)
- Bojan Munjin: Katolici u Srbiji – snaga je u zajedništvu, a ne u geografiji

(hrvaško)
- Vjekoslav Wagner: Povijest katoličke Crkve u Srbiji u 19. vijeku. Od 1800. do konkordata 1914. godine (1. dio)
- Vjekoslav Wagner: Povijest Katoličke Crkve u srbiji u 19. vijeku. Od 1800. do konkordata 1914. godine (2. dio: Intrige protiv biskupa Strossmayera)
- Zlatko Matijević: Pokušaj razrješenja pravnog položaja Katoličke crkve u Kraljevini SHS 1918-1921. godine